# Mathieu de la Bretèche
Pour les articles homonymes, voir Bretèche (homonymie).
 (janvier 2013).
Si vous disposez d'ouvrages ou d'articles de référence ou si vous connaissez des sites web de qualité traitant du thème abordé ici, merci de compléter l'article en donnant les références utiles à sa vérifiabilité et en les liant à la section « Notes et références ».

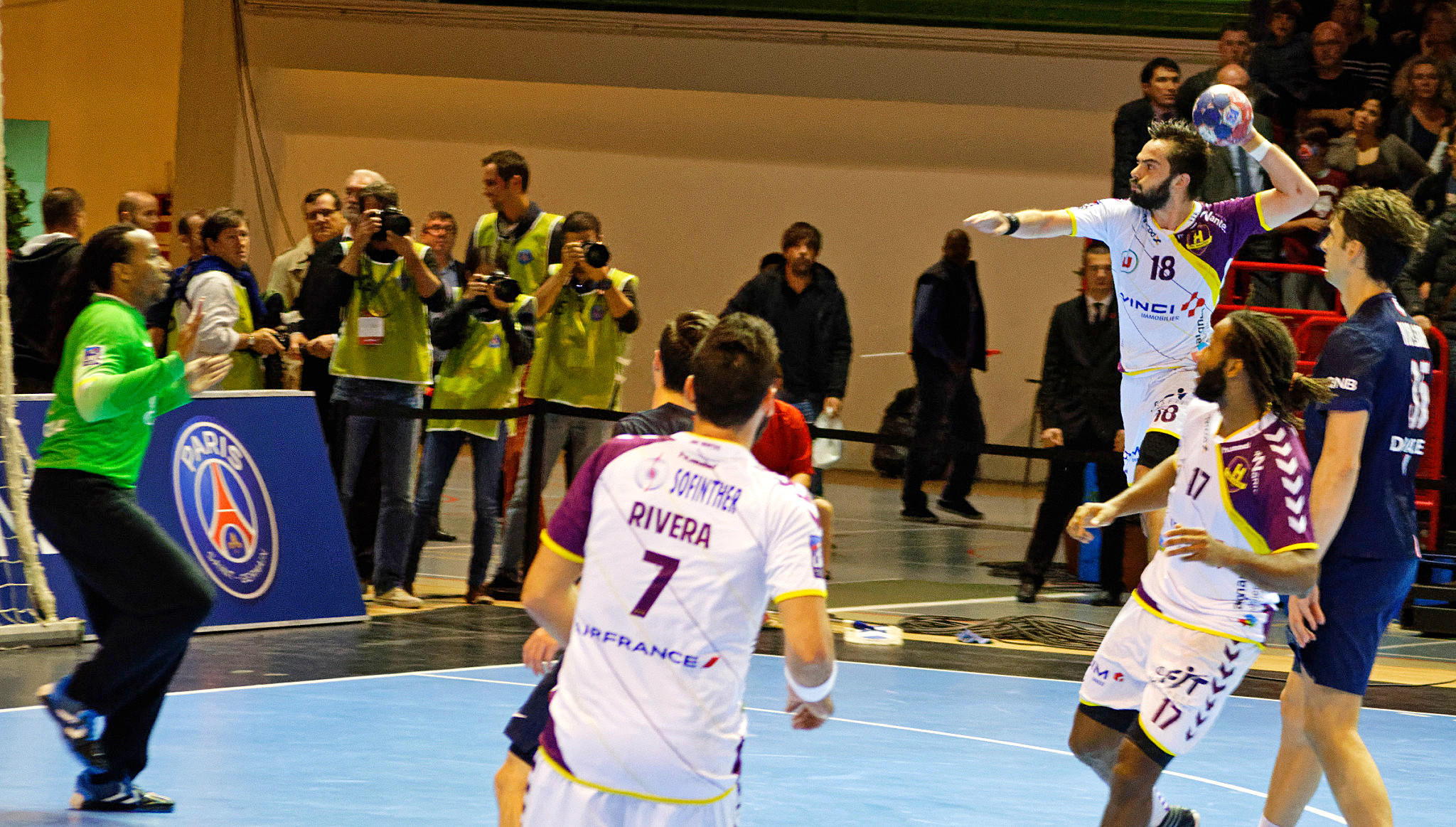
Mathieu de la Bretèche au tir face au PSG en 2014.

Mathieu de la Bretèche, né le 14 septembre 1989 à Carcassonne, est un joueur français de handball français évoluant au poste d'ailier droit.
Formé au HBC Nantes, il y devient professionnel avant de mettre un terme à sa carrière la fin de la saison 2014-2015 à seulement 25 ans.

## Biographie
Mathieu de la Bretèche est le fils d'Olivier de la Bretèche, ancien joueur de handball en Nationale 1A, notamment à Toulouse où officiait alors en tant qu'entraîneur Claude Onesta. Et dans la famille De La Bretèche, toute la famille a été pris dans le virus du handball : Julien, son frère aîné, a notamment joué à Angers, sa sœur, Solène, a joué avec Nantes en D1 et en coupe d'Europe et Lucas, son petit frère, est professionnel au HBC Nantes.
Mathieu de la Bretèche intègre le Pôle espoir de Segré puis rejoint le centre de formation du HBC Nantes en 2008. Il y devient professionnel et atteint notamment la finale de la coupe de l'EHF 2012-2013 (défaite 24 à 26 face à Rhein-Neckar Löwen).
Pourtant, au terme de la fin de la saison 2014-2015, il décide d'arrêter avec le handball professionnel à seulement 25 ans. Après un long voyage en Amérique du Sud, il revient sur les terrains en septembre 2016 au Saint-Nazaire handball où il évolue avec son frère Julien en Nationale 2 (D4), arrivé en 2017. Loin du sport professionnel, il se reconvertit alors en charpentier.